# Tom Smothers
Thomas Bolyn Smothers III (Nova Iorque, 2 de fevereiro de 1937 – Santa Rosa, 26 de dezembro de 2023) foi um compositor, músico e comediante norte-americano, mais conhecido por formar com seu irmão Dick Smothers a dupla de comédia The Smothers Brothers.

## Morte
Smothers morreu no dia 26 de dezembro de 2023, aos 86 anos.